# Síugrás az 1998. évi téli olimpiai játékokon
Az 1998. évi téli olimpiai játékokon a síugrás versenyszámait február 11. és 17. között rendezték Naganóban. Három versenyszámban avattak olimpiai bajnokot. A versenyeken magyar versenyző nem vett részt.

## Éremtáblázat
(A rendező nemzet csapata eltérő háttérszínnel, az egyes számoszlopok legmagasabb értéke, vagy értékei vastagítással kiemelve.)
| Az 1998. évi téli olimpiai játékok éremtáblázata síugrásban | Az 1998. évi téli olimpiai játékok éremtáblázata síugrásban | Az 1998. évi téli olimpiai játékok éremtáblázata síugrásban | Az 1998. évi téli olimpiai játékok éremtáblázata síugrásban | Az 1998. évi téli olimpiai játékok éremtáblázata síugrásban | Olimpia  |
| ----------------------------------------------------------- | ----------------------------------------------------------- | ----------------------------------------------------------- | ----------------------------------------------------------- | ----------------------------------------------------------- | -------- |
|                                                             | Ország                                                      | Arany                                                       | Ezüst                                                       | Bronz                                                       | Összesen |
| 1.                                                          | Japán (JPN)                                                 | 2                                                           | 1                                                           | 1                                                           | 4        |
| 2.                                                          | Finnország (FIN)                                            | 1                                                           | 1                                                           | 0                                                           | 2        |
|                                                             |                                                             |                                                             |                                                             |                                                             |          |
| 3.                                                          | Németország (GER)                                           | 0                                                           | 1                                                           | 0                                                           | 1        |
|                                                             |                                                             |                                                             |                                                             |                                                             |          |
| 4.                                                          | Ausztria (AUT)                                              | 0                                                           | 0                                                           | 2                                                           | 2        |
|                                                             |                                                             |                                                             |                                                             |                                                             |          |
| Összesen                                                    | Összesen                                                    | 3                                                           | 3                                                           | 3                                                           | 9        |

## Érmesek
| Az 1998. évi téli olimpiai játékok érmesei síugrásban |                                                                                   |       |                                                                                     |       | |       |
| Versenyszám                                           | Arany                                                                             | Arany | Ezüst                                                                               | Ezüst | Bronz                                                                                               | Bronz |
| Normálsánc                                            | Jani Soininen · Finnország (FIN)                                                  | 234,5 | Funaki Kazujosi · Japán (JPN)                                                       | 233,5 | Andreas Wildhölzl · Ausztria (AUT)                                                                  | 232,5 |
| Nagysánc                                              | Funaki Kazujosi · Japán (JPN)                                                     | 272,3 | Jani Soininen · Finnország (FIN)                                                    | 260,8 | Harada Maszahiko · Japán (JPN)                                                                      | 258,3 |
| Csapatverseny                                         | Japán (JPN) · Okabe Takanobu · Szaitó Hiroja · Harada Maszahiko · Funaki Kazujosi | 933,0 | Németország (GER) · Sven Hannawald · Martin Schmitt · Hansjörg Jäkle · Dieter Thoma | 897,4 | Ausztria (AUT) · Reinhard Schwarzenberger · Martin Höllwarth · Stefan Horngacher · Andreas Widhölzl | 881,5 |